# Tower 2000

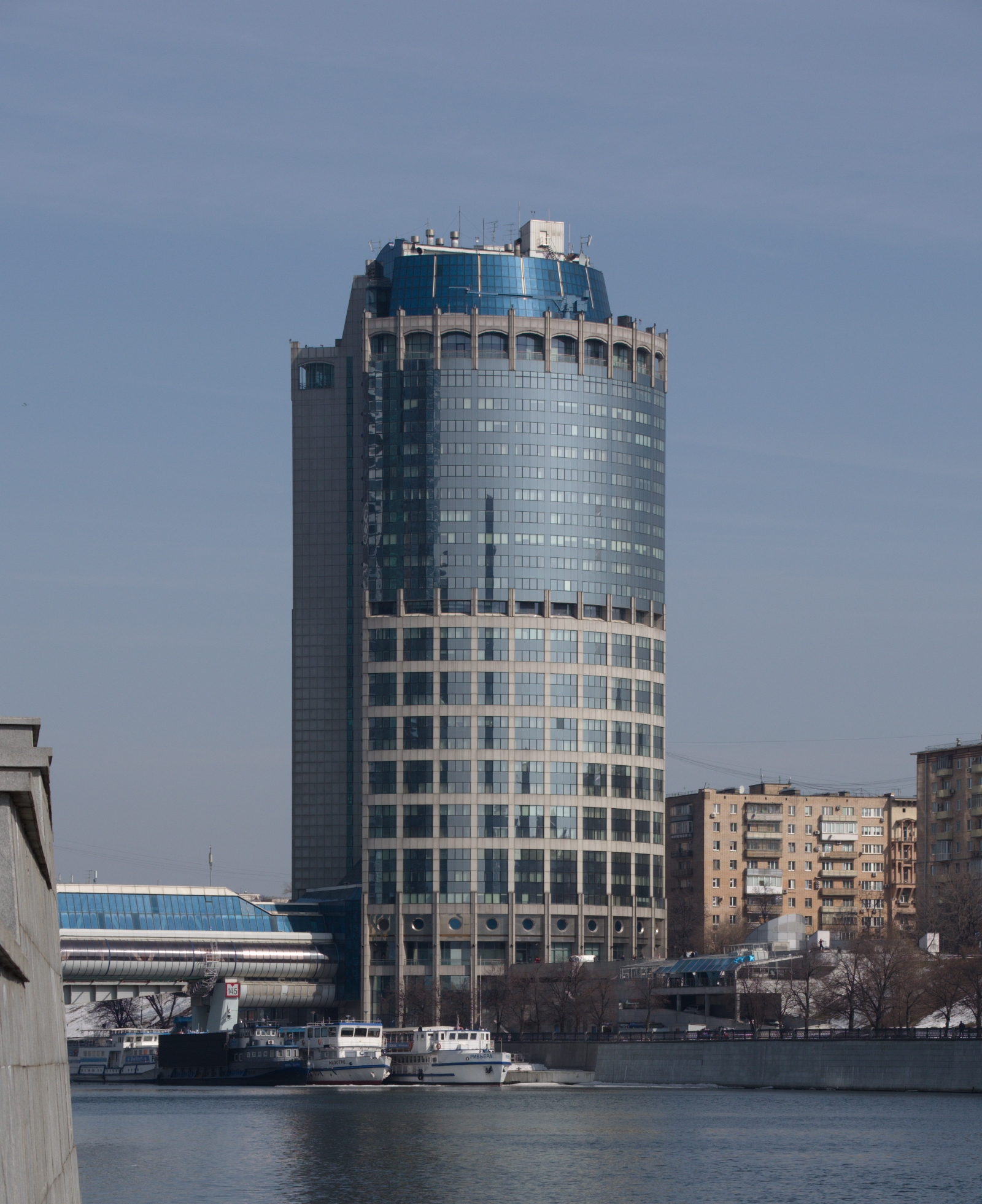

Tower 2000 (em russo:  Башня 2000)é um arranha-céu de 104 metros, e 34 escritórios que estão sendo alugados petro do Rio Moscou, em Moscou, Rússia. Este é o primeiro edifício entregue do projeto do Centro Internacional de Negócios de Moscou. O prédio é conectado a Ponte Bagration. Ele foi construído entre 1996 até 2001. 